# Усыпальница светлейших князей Юрьевских
Усыпа́льница светле́йших князе́й Юрьевских — надмогильная часовня, расположенная на Казанском кладбище в Пушкине.

## История
Часовня построена по проекту архитектора Ю. Ф. Бруни в 1876–1879 годах. Заказчиком строительства была Е. М. Долгорукова, впоследствии светлейшая княгиня Юрьевская.
В часовне был погребён младенец Борис, умерший 30 марта (11 апреля ) 1876 года. Возможно, также здесь был погребён Георгий Александрович (1872—1913 годы).
Часовня подверглась переделкам как фасадов, так и интерьеров. Это могло быть связано с изменением статуса погребённого здесь князя-младенца, при вступлении его матери в законный брак с императором или гибелью государя. В дневнике А. А. Половцова (1877 год), часовня упоминается, как воздвигаемый великолепный памятник над могилой младенца — младшего сына императора Александра II, — которую посещает государь и перед которой молится. Возможно, что в роли заказчика выступала сама княжна Е. М. Долгорукова, мнение которой относительно стиля и убранства могло быть решающим.
В 1914 году реставрировалась дренажная система Казанской церкви, кладбища и усыпальницы светлейших князей Юрьевских, а также осуществлялся ремонт интерьеров и лепнины последней архитектором С. А. Данини.
Готовился перевоз тела сына Александра II из Германии. При подготовке усыпальницы для захоронения светлейшего князя Г. А. Юрьевского архитектор частично нарушил рисунок мозаичного фриза пола, создав бетонированное углубление для погребения. Стены крипты были побелены.
После революции, вместе с другими часовнями на Казанском кладбище Царского Села, была разграблена. Саркофаг князя-младенца Бориса Юрьевского был вскрыт и уничтожен. Между сотрудниками кладбища передаётся рассказ о вскрытии саркофага: при кощунственном действе обнаружили нетронутое тлением тело младенца, которое от движения воздуха стало рассыпаться в прах. Кара настигла грабителей, сразу после этого они оказались пациентами дома для умалишённых. Перекрытие между нижним и верхним этажами практически не существовало. Крипта до окон была завалена мусором.
В октябре—ноябре 2007 года были проведены археологические раскопки в крипте. В настоящее время часовня, практически разрушенная в предыдущие годы, в основном восстановлена. Возможно, интерьеры усыпальницы также будут воссозданы.
29 мая 2010 года в часовне состоялось перезахоронение останков светлейшего князя Александра Георгиевича (1900—1988) и его супруги Урсулы, урождённой Бир де Грюнек (1925—2001).

## Архитектура, убранство

### Изобразительные материалы
К настоящему времени не удалось обнаружить проект, а также документальные материалы по строительству и интерьерам часовни. Отсутствует и дореволюционный изобразительный материал, кроме единственной известной фотография, сделанной в 1913 году и хранящейся в фотоархиве ИИМК РАН (Санкт-Петербург). На ней изображена соседняя усыпальница министра юстиции, сенатора Н. А. Манасеина, за которой можно видеть часть восточной стены часовни Юрьевских, крипту. В Фотоархиве Историко-литературного музея города Пушкина (Краеведческий музей) хранится фотография, сделанная краеведом М. И. Ионовым в 1970 году. Она запечатлела угол восточного и северного фасадов усыпальницы.
Современная реставрация фасадов Часовни была подготовлена на основе этого изображения.Все известные данные относительно интерьера и фасадов собраны во время предварительного изучения (2005—2006 годы), проведения археологических раскопок.

### Внешний вид
Кирпичная двухэтажная часовня выстроена в эклектичном стиле с русско-византийскими и готическими элементами. Фасады памятника оформлены одинаково, за исключением центральной части каждого:
- Северный фасад, где расположен вход в часовню украшен окованными вратами.
- Южный фасад имеет нишу для большой иконы[4].
- Восточный и западный фасады в центре имеют большое окно.

Усыпальница богато украшена лепным декором. Верхняя часть всех четырёх фасадов имеет аттик или ступенчатый фронтон с нишей для икон, оформленный лепным фризом, включающим в себя орнамент завиток с цветком. Ниже расположен фриз, состоящий из кронштейнов, повторяющий ритм ступенчатых фронтонов.
В простенках между окнами изображены рельефные «шлифованные» кресты, фланкированные витыми колонками с лентами - типа соломоника. Верхний этаж от нижнего отделяется известняковым поясом. Нижний этаж был оштукатурен «под дикий камень». Завершается часовня сложным невысоким шатром с одной деревянной главой с крестом, ориентированным на все стороны.
Окна верхнего этажа (молельня), с «византийскими» круглыми оконницами, имели витражный рисунок в виде крестов и трехдужников. Сохранились входные врата в виде необычного десятиконечного квадратного креста в сиянии, окружённого цепями (прямым аналогом является крест на южных вратах Святого Эчмиадзина в Армении). Изначально и чугунные рамы окон и врата были окрашены в белый цвет, так что рисунок последних смотрелся как рельеф.

### Интерьер, внутреннее убранство

#### Молельня
Интерьер молельни, с большой иконой в лепном киоте на южной стене был оформлен в технике фрески, также в византийском стиле. Основной цвет стен был голубым. Возможно, что своды потолка были украшены по голубому фону золотыми звездами.
Пол верхнего помещения выложен известняковыми плитами, которые когда-то покрывал ковер. Ковровая дорожка лежала на ступенях лестницы, ведущей в крипту.
В часовне находились иконы Спасителя, святых князей Александра Невского, Бориса, святых Георгия Победоносца, Екатерины, Ольги, Марии Магдалины и другие.
В крипте, в саркофаге из белого мрамора был погребён младенец Борис. В ходе раскопок крипты, во втором слое мозаично-наливного пола, у восточной стены, было обнаружено углубление, там где ранее находился саркофаг Бориса Александровича. Возможно, что первоначально погребение располагалось у южной стены. Справа от места саркофага найдена пустая могила, для его старшего брата, закрытая плитами.

#### Крипта

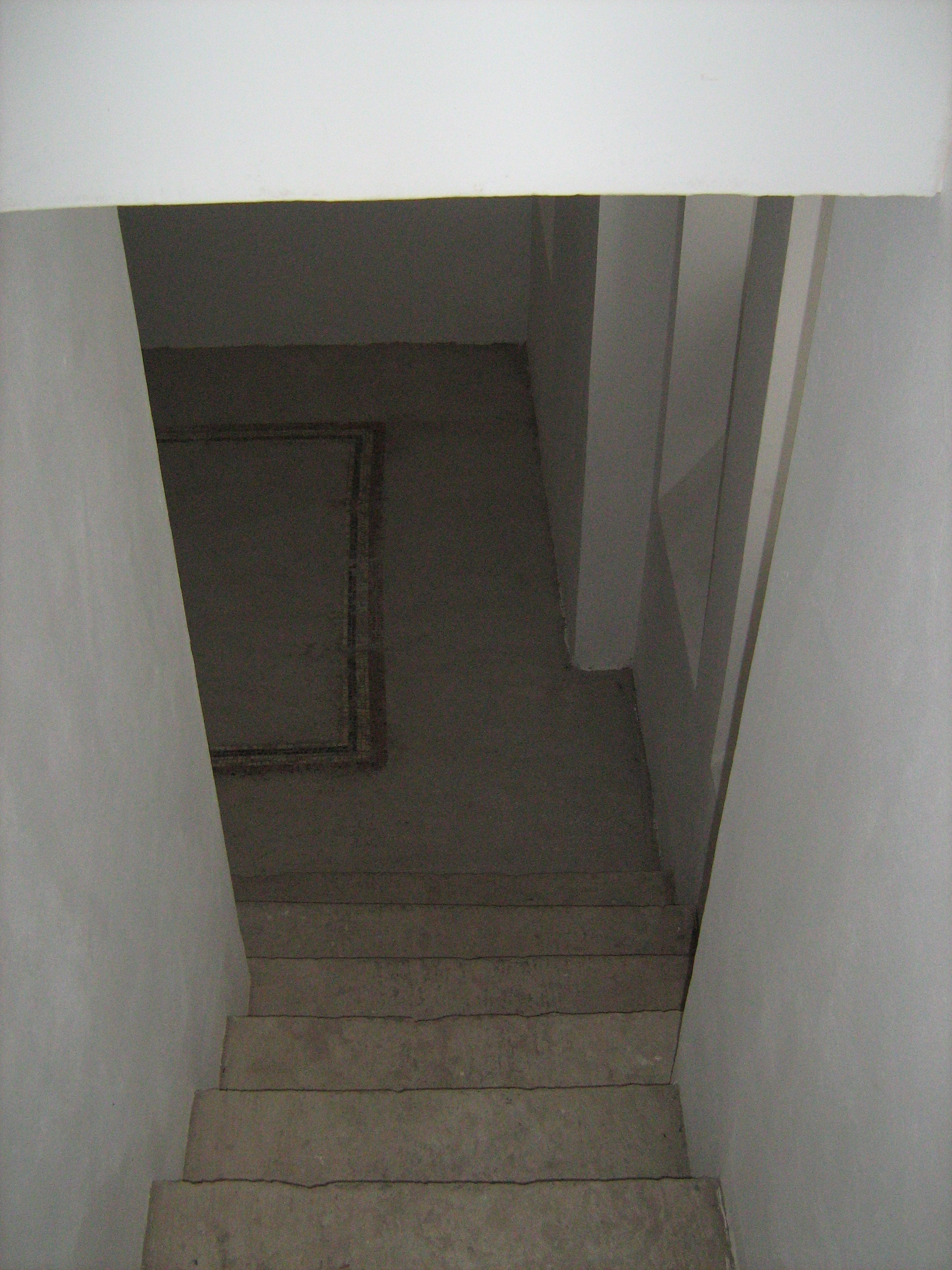
Лестница в крипту

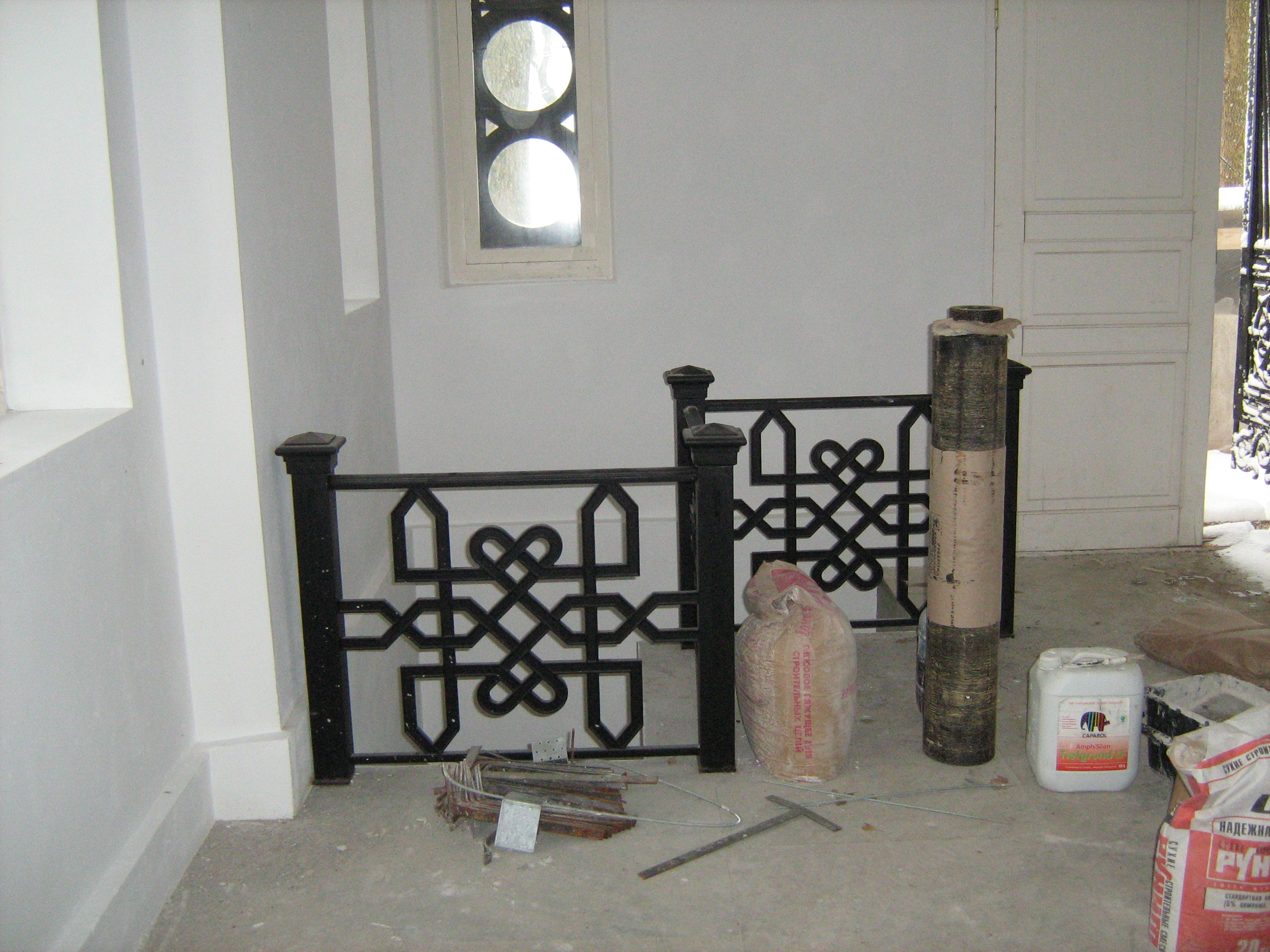
Решётка лестницы в крипту

Интерьер крипты так же, как и молельня, подвергался переделкам. Никаких данных о первоначальном интерьере нижнего помещения не сохранилось. Второй интерьер крипты удалось приблизительно реконструировать.
Сохранился мозаично-наливной пол с мозаичным же крестом в центре помещения. Предположительно, на этом месте была могила князя-младенца Бориса. Этот пол гармонировал с росписями стен в стиле римских катакомб.
Плоский белый потолок, высотой 2,5 м. имел падугу. Окна украшала решетка в виде двух вертикальных прутьев и большого кольца, связывающего две диагональные цепи.
Оба помещения усыпальницы отапливались изразцовой печью, расположенной в крипте, воздуховоды пролегали в толще стены.

## Вопрос об архитекторе усыпальницы
В некоторых исследованиях авторство проекта усыпальницы приписывается И. А. Монигетти, однако никаких фактов, свидетельствующих об этом не обнаружено. В ГМЗ «Царское Село» хранится неопубликованный проект неизвестной усыпальницы И. А. Монигетти, созданный в 1872 году (до рождения и смерти князя Б. А. Юрьевского, то есть до того момента, когда в ней возникла необходимость)
Он ошибочно считается изображением интерьера усыпальницы светлейших князей, поскольку здание на проекте вытянутое в плане, тогда как часовня — квадратная. Кроме того, на главной иконе, согласно проекту И. А. Монигетти, предположительно изображена Мария Магдалина, тогда как в описании часовни Юрьевских первым называется образ Спасителя. Мраморный иконостас проекта И. А. Монигетти так же свидетельствует о том, что документ имеет отношение к совершенно другому памятнику.
Мнение о том,что строителем Часовни был Ипполит Антонович было выдвинуто впервые в книге-монографии об архитекторе В.Н.Листовым.Владимир Николаевич выразил мнение,что "в 1872 г.(год рождения старшего сына Александра II и Княжны Екатерины Долгорукой-С.Е.) Монигетти по желанию Александра II составляет проект усыпальницы князей Юрьевских и сооружает её на Казанском кладбище в Царском Селе.Усыпальница имеет вид часовни квадратного сечения в плане".Александра Тоесева в статье об Ипполите Монигетти,помещённой в журнале "Наше наследие" так же опирается на мнение В.Н.Листова,при чём исполнителем проекта зодчего она называет Ю.Ф.Бруни:"Проект был выполнен в 1874 г.,однако построил Юрьевскую усыпальницу спустя год,в 1875 г., архитектор Ю.Ф.Бруни".К сожалению, никакие архивные или литературные источники это предположение не подтверждают.Напротив,в "историческом очерке учреждения Попечительства и его деятельности и фактического положения Царскосельского городского Православного Казанского кладбища 1784-1902 г.г" строителем Часовни назван только Ю.Ф.Бруни.В "Историко-статистических сведениях о Санкт-Петербургской епархии" сказано "работы архитектора Юлия Бруни".Действительно,в XIXв. проект и исполнение проекта могли поручаться различным архитекторам.Об архитекторе-исполнителе писали "работы такого-то".В данном случае не было причин скрывать имя архитектора,проектировавшего рассматриваемый памятник.Кроме того,академик архитектуры,мог самостоятельно составить проект и его осуществить.

## Архивные источники
- РГИА. Ф. 487. Оп. 6. Д. 2233, 2238.
- ЦГИА СПб. Ф. 19. Оп. 126. Д. 1706. Лл. 129—130; Ф. 268. Оп. 1. Д. 13926. Л. 11.
- Архив КГИОП. П243/694 п. Паспорт «Усыпальница Б. А.и Г. А. Юрьевских на Казанском кладбище (Гусарская ул.,д.1)» / Сост. Ю. М. Пирютко. 19 июня 1996 года.
- Архив КГИОП. Проект реставрации. Историческая справка «Надгробие Светлейших Князей Б. А. и Г. А. Юрьевских. г. Пушкин, Гусарская ул, д.1, Казанское кладбище (Часовня-усыпальница Светлейших Князей Юрьевских на Казанском кладбище Царского Села)» / Сост. Е. В. Сергеевой. 2006 год.
- Архив ИИМК РАН. Архив фотодокументов. Q 30, II 6305, 91226.